# Beletski (Krasnodar)
Beletski (del ruso: Белецкий) es un jútor del raión de Uspénskoye del krai de Krasnodar, en el sur de Rusia. Está situado a orillas del río Bólshaya Kozma, afluente por la izquierda del río Kubán, 6 km al sudeste de Uspénskoye y 198 km al este de Krasnodar, la capital del krai. Tenía 217 habitantes en 2010.
Pertenece al municipio Uspénskoye.

## Transporte
Por la localidad pasa la carretera federal M29 Cáucaso.